# 托马斯·瓦索夫
托马斯·瓦索夫（Tomas Vasov，1972年1月31日—），是一名已经退役的足球运动员，出生于德国特里尔，拥有比利时和塞尔维亚双重国籍，司职后卫。2003年曾经效力上海申花，帮助球队夺得联赛冠军。
瓦索夫效力比利时劲旅KAA根特期间在欧战的国际托托杯上有过亮相。